# 아할주

아할주(투르크멘어: Ahal welaýaty)는 투르크메니스탄 남부에 위치한 주로, 주도는 아나우이며 면적은 97,160km2, 인구는 939,700명(2005년 기준)이다. 이란, 아프가니스탄과 국경을 접한다.

## 같이 보기
- 지옥으로 가는 문